# Massif de Fontainebleau
Massif de Fontainebleau este o arie protejată (sit de importanță comunitară — SCI) din Franța întinsă pe o suprafață de 28.063 ha, integral pe uscat.

## Localizare
Centrul sitului Massif de Fontainebleau este situat la coordonatele 48°25′00″N 2°40′00″E / 48.41667°N 2.66667°E.

## Înființare
Situl Massif de Fontainebleau a fost declarat arie specială de conservare în baza directivei 92/43 din 1992 referitoare la conservarea habitatelor naturale și a faunei și florei sălbatice pentru a proteja 2 specii de plante și 9 specii de animale.

## Biodiversitate
Situată în ecoregiunea atlantică, aria protejată conține 27 de habitate naturale: Păduri de fag acidofile atlantice, cu subarboret de Ilex și, uneori, de asemenea, Taxus, la nivelul arbuștilor (Quercion robori-petraeae sau Ilici-Fagenion), Pajiști calcaroase din nisipuri xerice, Pajiști uscate seminaturale și facies de acoperire cu tufișuri pe substraturi calcaroase (Festuco-Brometalia) (* situri importante pentru orhidee), Mlaștini calcaroase cu Cladium mariscus și specii de Caricion davallianae, Păduri pe pante, grohotișuri și ravene de Tilio-Acerion, Lacuri eutrofice naturale cu vegetație de tip Magnopotamion sau Hydrocharition, Pajiști umede nord-atlantice cu Erica tetralix, Pante stâncoase silicioase cu vegetație casmofită, Vegetație psamofilă uscată cu pășuni deschise de Corynephorus și Agrostis, Mlaștini împădurite, Ape oligotrofe din câmpii nisipoase, cu un conținut foarte redus de minerale (Littorelletalia uniflorae), Mlaștini alcaline, Ape stătătoare oligotrofe până la mezotrofe, cu vegetație de Littorelletea uniflorae și/sau de Isoëto-Nanojuncetea, Ape puternic oligomezotrofe cu vegetație bentonică cu Chara spp., Formațiuni ierboase bogate în specii de Nardus, dezvoltate pe substraturi silicioase în zone montane (și în zone submontane, în Europa continentală), Liziere de ierburi înalte hidrofile de câmpie și de nivel montan până la alpin, Fânețe de joasă altitudine (Alopecurus pratensis, Sanguisorba officinalis), Pajiști cu Molinia pe soluri calcaroase, turboase sau argilos-nămoloase (Molinion caeruleae), Pajiști carstice calcaroase sau bazofile, de Alysso-Sedion albi, Roci stâncoase cu vegetație pionieră de Sedo-Scleranthion sau Sedo albi-Veronicion dillenii, Păduri aluvionare cu Alnus glutinosa și Fraxinus excelsior (Alno-Padion, Alnion incanae, Salicion albae), Păduri de fag din Europa Centrală dezvoltate pe sol calcaros cu Cephalanthero-Fagion, Lacuri și iazuri distrofice naturale, Păduri de fag Asperulo-Fagetum, Formațiuni de Juniperus communis pe lande sau pajiști calcaroase, Turbării active, Pajiști uscate europene.
La baza desemnării sitului se află mai multe specii protejate:
- plante (2): mușchi (Dicranum viride), Luronium natans
- amfibieni (1): triton cu creastă (Triturus cristatus)
- mamifere (3): liliac cu urechi mari (Myotis bechsteinii), liliac cu urechi de șoarece (Myotis blythii), liliac comun (Myotis myotis)
- nevertebrate (5): croitorul mare al stejarului (Cerambyx cerdo), Euplagia quadripunctaria, Limoniscus violaceus, rădașcă (Lucanus cervus), Osmoderma eremita

Pe lângă speciile protejate, pe teritoriul sitului au mai fost identificate 57 de specii de plante, 12 specii de păsări, 1 specie de amfibieni, 1 specie de mamifere, 28 de specii de nevertebrate, 3 specii de reptile.